# Villanelle
Pour les articles homonymes, voir Villanelle (homonymie).

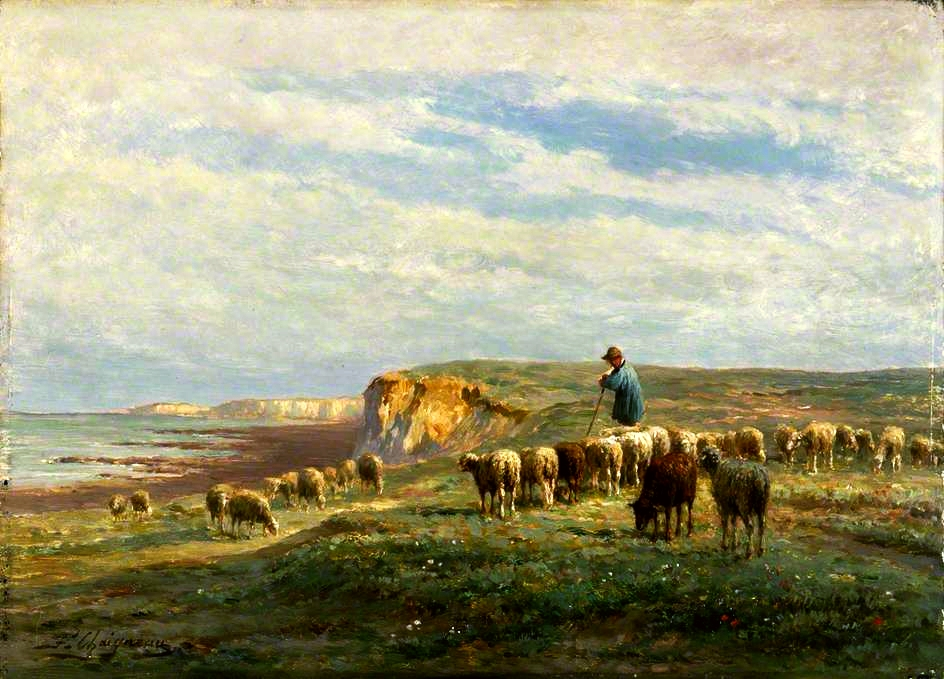
Ferdinand Chaigneau, Troupeau de moutons', (tableau datant du XIXe siècle).

La villanelle (de l’italien villanella dérivant du latin villanus, « paysan ») est en littérature, une sorte de petit poème pastoral. Elle présente une forme fixe divisée en couplets qui finissent par le même refrain. En musique, c’est une ancienne danse rustique accompagnée de chants ainsi qu’une mélodie, air d’instruments composé sur le modèle de cette danse.

## Origine historique
La villanelle fut mise à la mode, en France, au XVIe siècle, par Jacques Grévin. Les poètes Honoré d'Urfé, Jean Passerat, Joachim du Bellay, Philippe Desportes, Mellin de Saint-Gelais, Étienne Jodelle, etc. excellèrent dans cette forme poétique qu’ils utilisèrent pour exprimer d’amoureuses rêveries ou de gracieuses frivolités.
Le rythme des villanelles, le nombre des couplets et des vers ont varié selon le caprice du poète. Souvent elles ont quatre couplets de huit vers ; le dernier ou les deux derniers vers du premier couplet sont répétés en guise de refrain. C’est alors, sous un nom ancien, la forme ordinaire de la chanson. Tels sont les célèbres couplets de Philippe Desportes à sa volage Rosette.
L’archétype de la villanelle est La Tourterelle envolée, de Passerat :
J’ai perdu ma tourterelle ;
Est-ce point elle que j’oy ?
Je veux aller après elle.
Tu regrettes ta femelle ;
Hélas! aussi fais-je, moi,
J’ai perdu ma tourterelle.
Si ton amour est fidèle,
Aussi est ferme ma foi :
Je veux aller après elle.
Mort que tant de fois j’appelle,
Prends ce qui se donne à toi !
J’a perdu ma tourterelle,
Je veux aller après elle.
La forme stricte décrite par Joseph Boulmier (vide infra) est une invention du XVIIIe siècle et ne remonte pas au Moyen Âge, ni au XVIe siècle, contrairement à ce que prétendent certains traités de poétique. Selon Julie Kane, « la villanelle était une ruse fabriquée par un prêtre du XVIIIe siècle et rendue populaire par un satiriste du XIXe siècle, à partir de l’exemple d’un seul spécimen préexistant. »
Selon Boulmier, la forme fixe est la création de Berthelin, dans la réédition de 1751 du dictionnaire de rimes de Richelet. Le modèle est le poème de Passerat. Celui-ci n’a presque aucun point commun avec les dix-huit villanelles (ou villanesques) du XVIe siècle. L’origine du terme est la villanella, musicale italienne du XVIe siècle, dont la forme poétique n’a rien de fixe ni de ressemblant avec le poème de Passerat.
Banville compose deux villanelles, parodies de Passerat, l’une en 1845 (avec sept tercets), l’autre en 1858. Il introduit la villanelle dans son traité de versification de 1872. Il influence certains poètes anglais (Edmund Gosse, Austin Dobson) et français (Philoxène Boyer, Maurice Rollinat, Leconte de Lisle). Cependant, on trouve peu d’exemples en langue française depuis cette époque. En revanche, la villanelle anglaise et américaine a fait florès avec, notamment, Oscar Wilde, James Joyce, William Empson, W. H. Auden, Elizabeth Bishop, James Merrill, Sylvia Plath et Marilyn Hacker. La villanelle anglaise la plus connue est celle de Dylan Thomas, Do not go gentle into that good night… rage, rage against the dying of the light. Une villanelle vient en conclusion du roman Assez parlé d'amour, d'Hervé Le Tellier.

## Forme poétique
D’après les restrictions prosodiques de Richelet, la villanelle s’est composée de tercets, ramenant alternativement, comme refrain, chacun des deux vers de même rime du premier tercet et les deux ensemble dans le dernier couplet, qui devient un quatrain.
La villanelle telle que la présente Boulmier est un poème constitué de cinq tercets pour un quatrain final, construit en vers de sept syllabes avec seulement deux rimes (a et b) selon la formule suivante :
A(1) b A(2) / a b A(1) / a b A(2) / a b A(1) / a b A(2) / a b A(1) A(2)
où les vers A(1) et A(2) reviennent en refrains alternés. Boulmier illustre cette construction par Les Villanelles (1878), villanelle qui définit sa propre forme (selon le principe de Roubaud) :
Pour faire une villanelle
Rime en ‘elle’ et rime en ‘in’
La méthode est simple et belle.
On dispose en kyrielle
Cinq tercets, plus un quatrain,
Pour faire une villanelle
Sur le premier vers en ‘elle’
Le second tercet prend fin ;
La méthode est simple et belle.
Le troisième vers, fidèle,
Alterne comme refrain
Pour faire une villanelle
La ronde ainsi s’entremêle ;
L’un, puis l’autre, va son train
La méthode est simple et belle.
La dernière ritournelle
Les voit se donner la main
La méthode est simple et belle
Pour faire une villanelle.

## Citations
« La poesie populaire et purement naturelle a des naïfvetés et graces, par où elle se compare à la principale beauté de la poesie parfaicte selon l’art, comme il se veoid ez villanelles de Gascoigne. » — Montaigne I, 390.
« Tantôt venant d'Espagne et tantôt d'Italie

Tous chargés de parfums, de musiques jolies

Le Mistral et la Tramontane

Sur mon dernier sommeil verseront les échos

De villanelle, un jour, un jour de fandango

De tarentelle, de sardane » — Georges Brassens, Supplique pour être enterré à la plage de Sète.

## Musique
- Hector Berlioz a composé une mélodie intitulée Villanelle sur un poème de Théophile Gautier.
- Paul Dukas a composé une villanelle pour cor et piano.
- Francis Poulenc a composé une œuvre intitulée Villanelle, pour pipeau et piano.
- Le chanteur canadien Leonard Cohen a mis en musique le poème Villanelle For Our Time de son compatriote Franck Scott.
- Eva Dell'Acqua a composé une villanelle pour soprano colorature, violon ou violoncelle et harpe ou piano sur un poème de Frédéric Van Der Elst.
- Cécile Chaminade a composé une villanelle pour soprano ou ténor et piano sur un poème d'Edouard Guinand.
- Louis Varney a composé une villanelle dans l'acte 1 de son opéra Les Mousquetaires au couvent.

## Sources et références
- Émile Littré, Dictionnaire de la langue française, Paris, Hachette, p. 1872-1877
- Gustave Vapereau, Dictionnaire universel des littératures, Paris, Hachette, 1876, p. 2033-2034
- Ouvroir de Littérature Potentielle (Oulipo), Contraintes, Villanelle